# Herb gminy Brzeźnica (powiat żagański)
Herb gminy Brzeźnica – jeden z symboli gminy Brzeźnica, autorstwa Mieczysława Kołeczka, ustanowiony 27 kwietnia 2007.

## Wygląd i symbolika
Herb przedstawia na tarczy w polu czerwonym srebrną wieżę z otworem bramnym o czarnym prześwicie i dwoma oknami, nakrytą trójkątnym daszkiem srebrnym zwieńczonym złotą gałką, na niej chorągiewka złota w lewo. W głowicy herbu z prawej kogut srebrny o złotych łapach i grzebieniu, z lewej czarna głowa wołu o srebrnych rogach między trzema złotymi gwiazdami sześcioramiennymi.
Wizerunek wieży pochodzi z godła pieczęci sądowych Brzeźnicy Górnej, kogut - z podobnego godła Brzeźnicy Dolnej. Głowa wołu otoczona trzema gwiazdami to godło górali czadeckich, którzy osiedlili się na terenie gminy po 1945 roku.